# Brousses-et-Villaret
Brousses-et-Villaret är en kommun i departementet Aude i regionen Occitanien  i södra Frankrike. Kommunen ligger  i kantonen Saissac som ligger i arrondissementet Carcassonne. År 2022 hade Brousses-et-Villaret 352 invånare.

## Befolkningsutveckling
Antalet invånare i kommunen Brousses-et-Villaret
Referens: INSEE

## Galleri

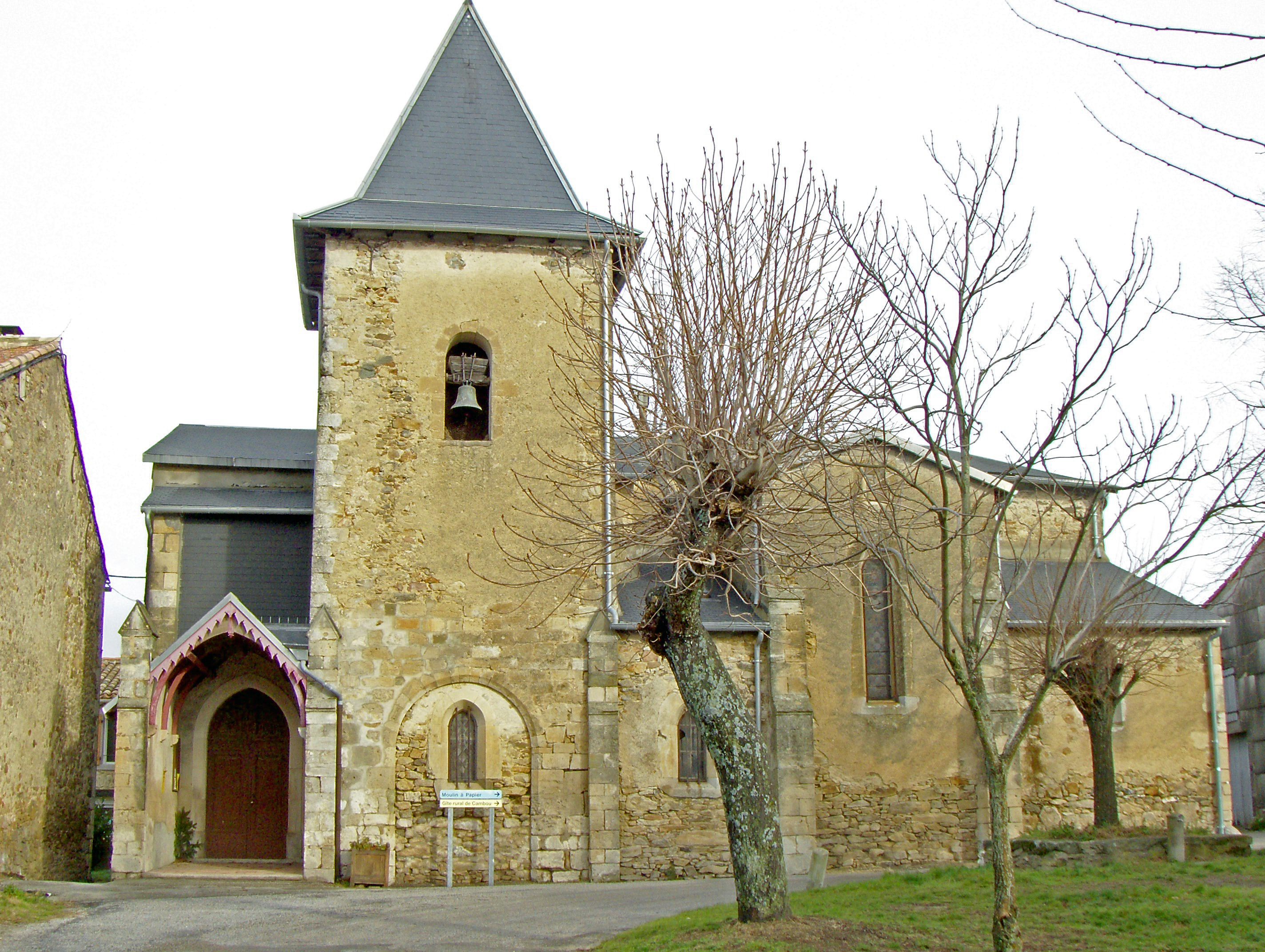
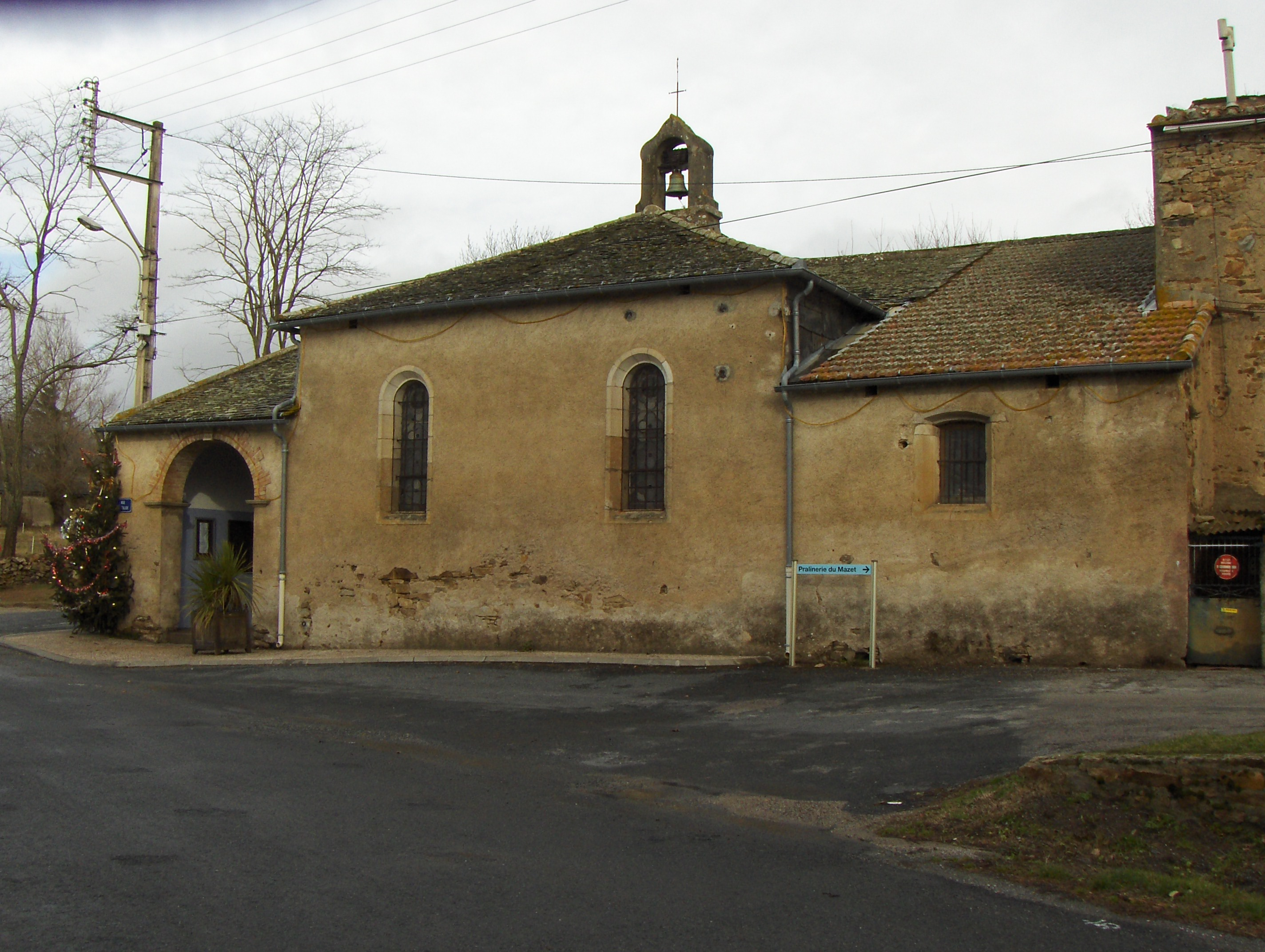
Église Saint-Étienn
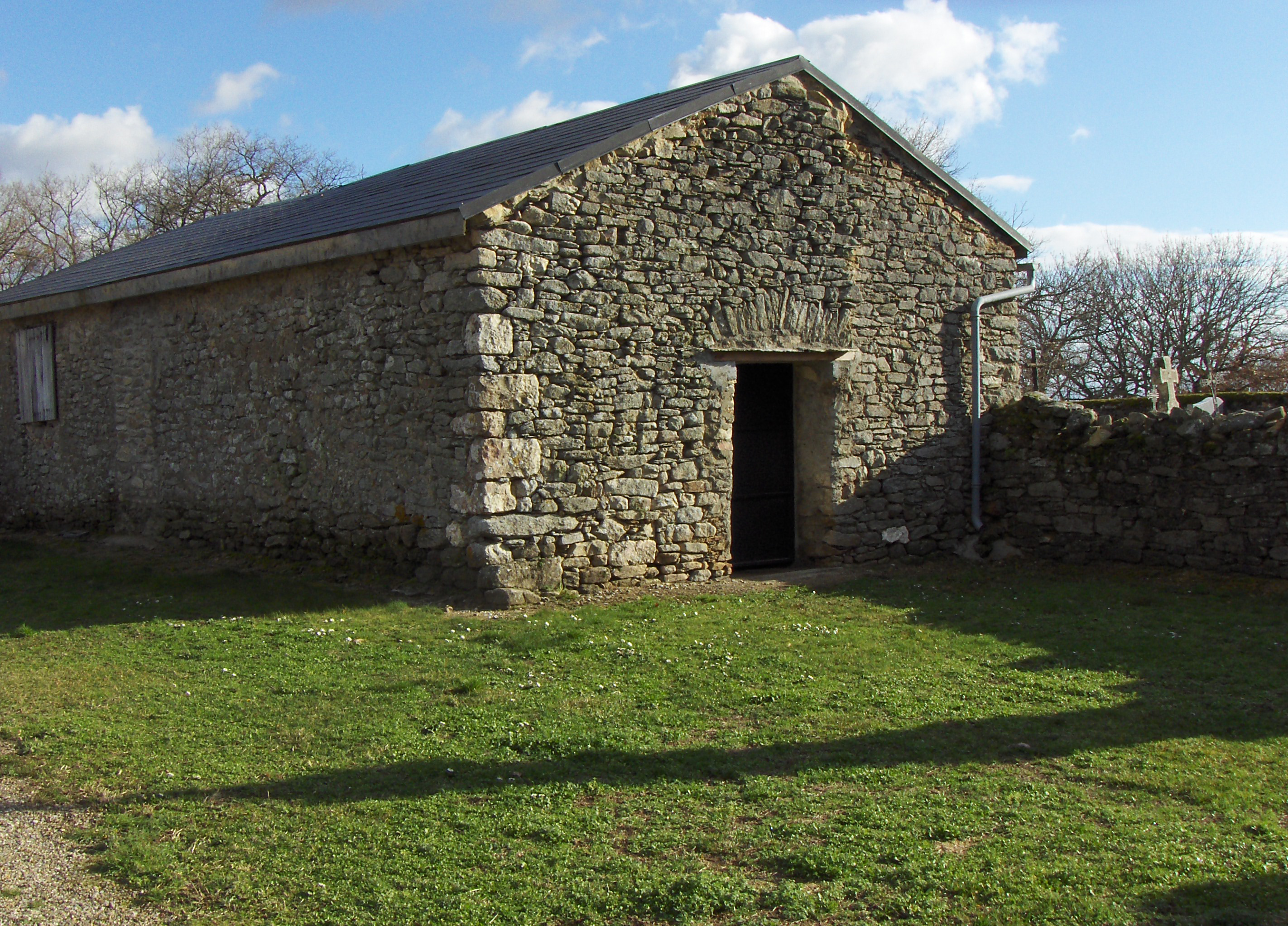
Kapellet Saint-Étienne
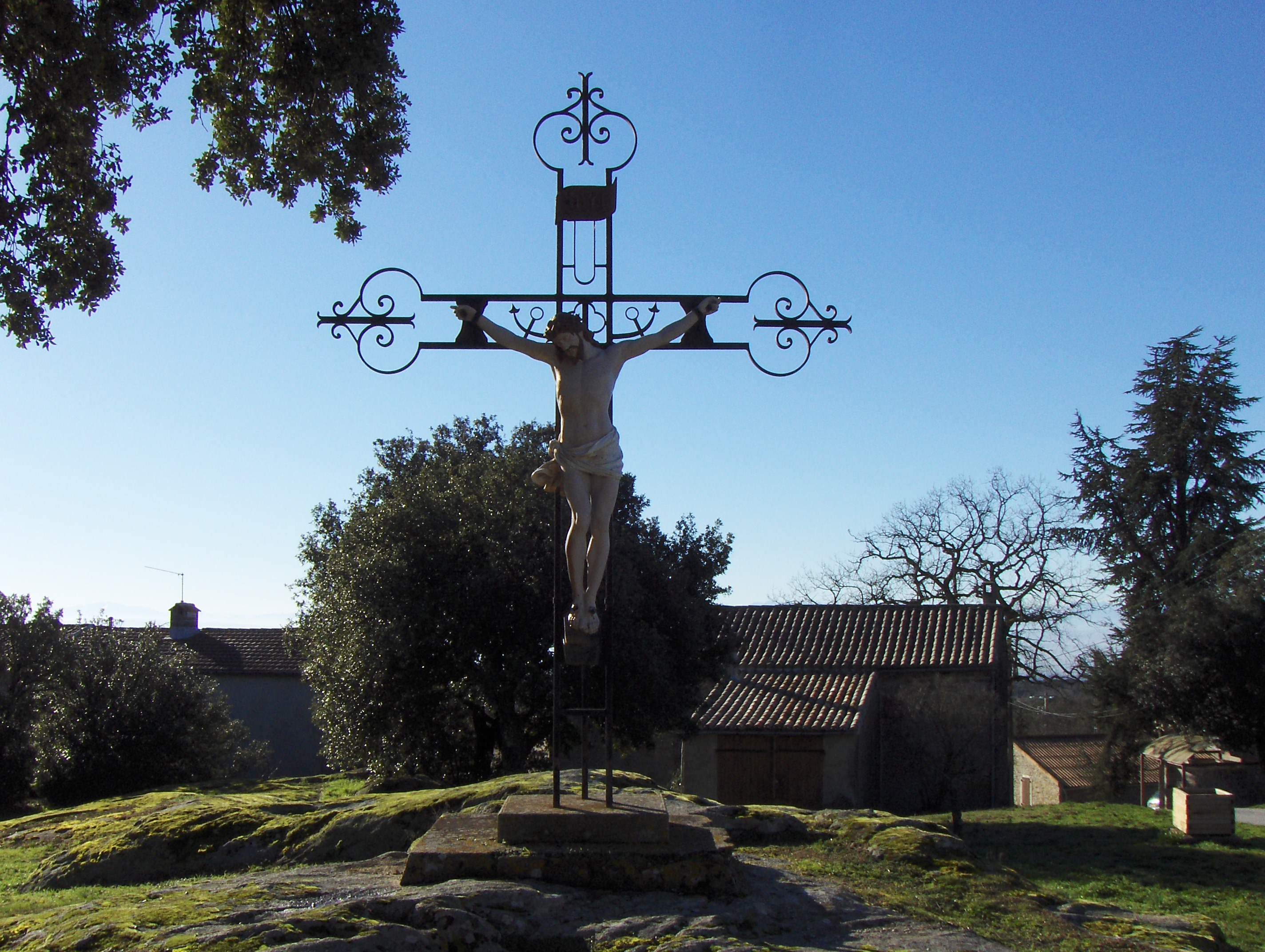
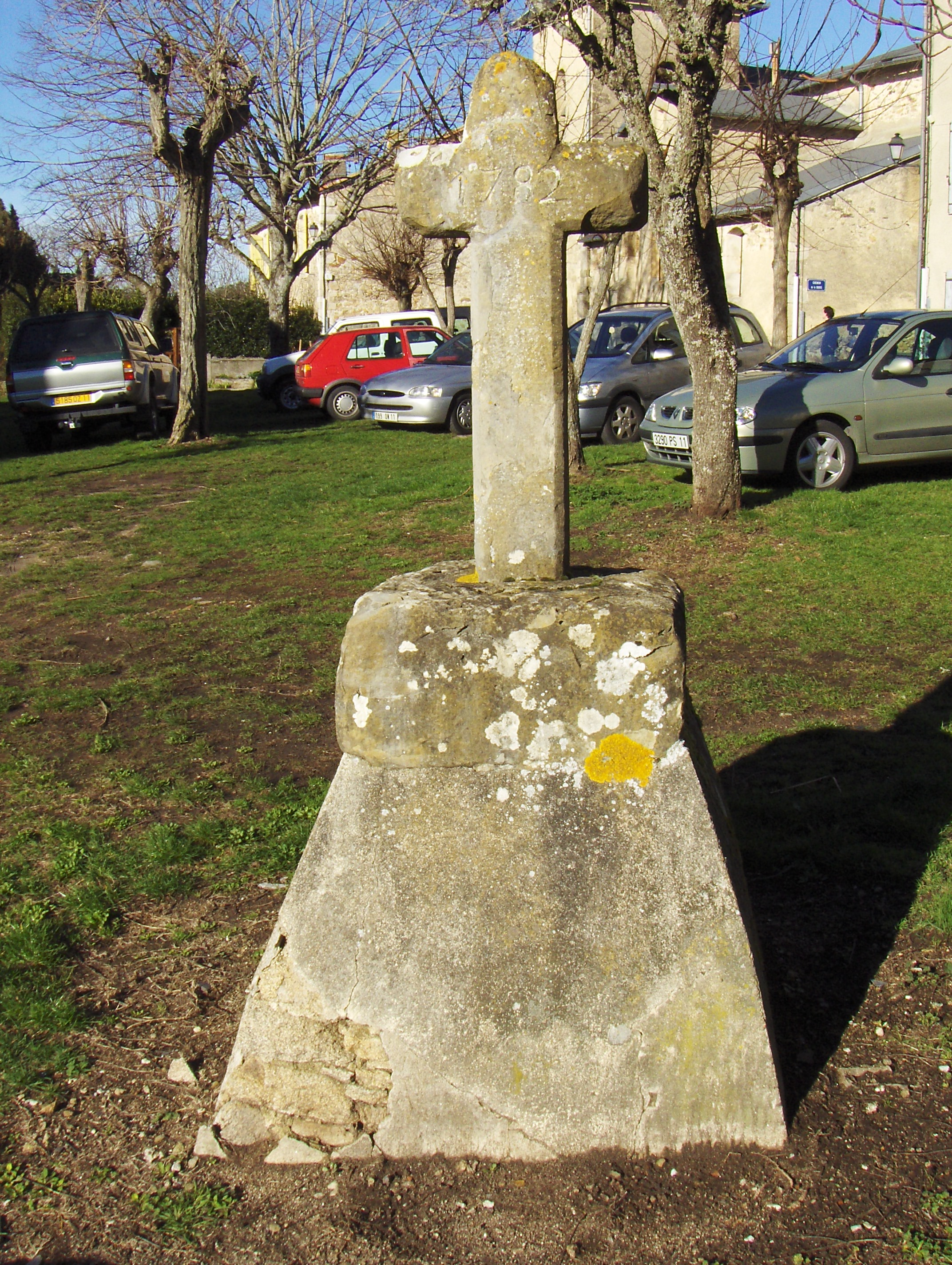
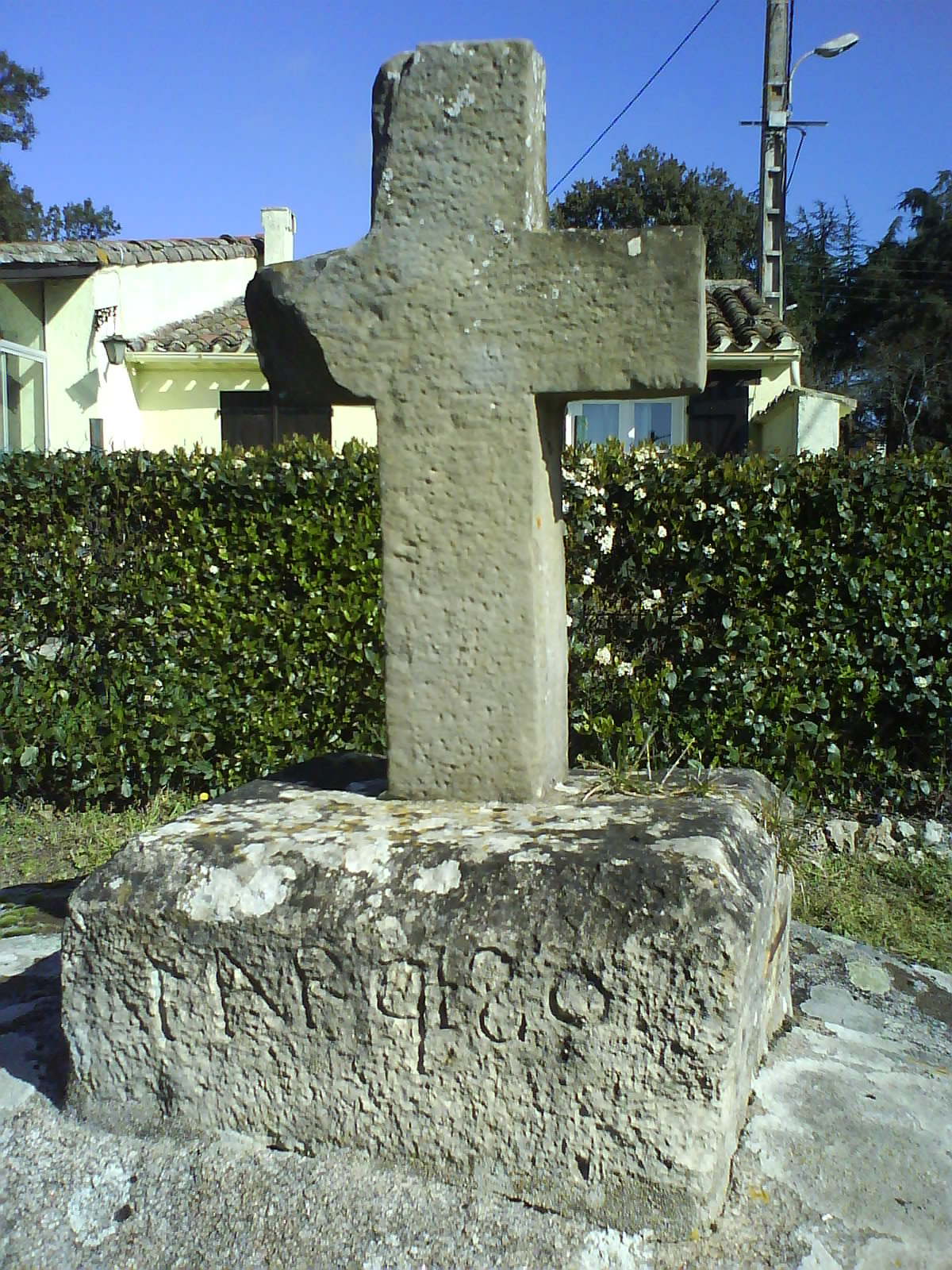
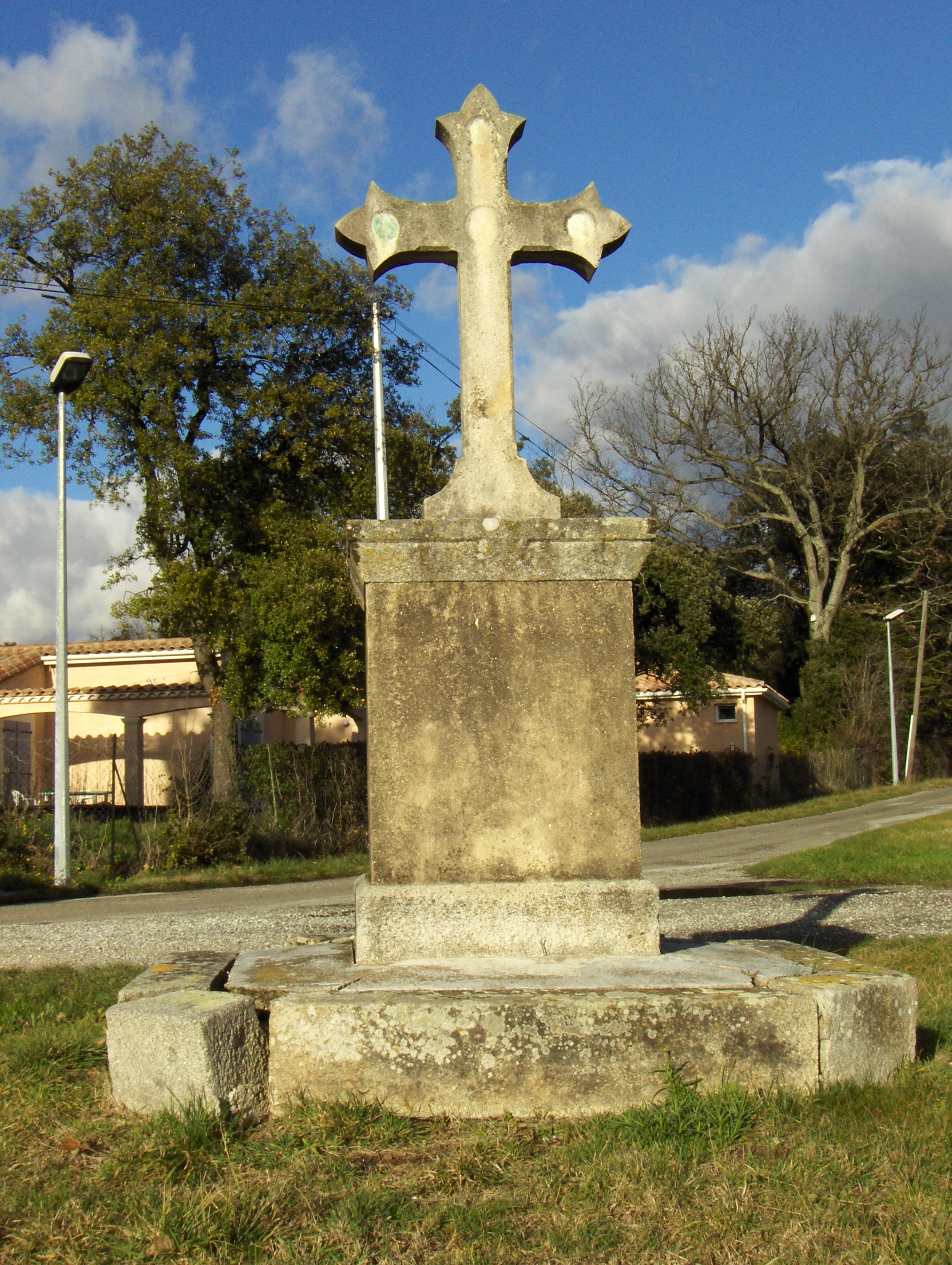
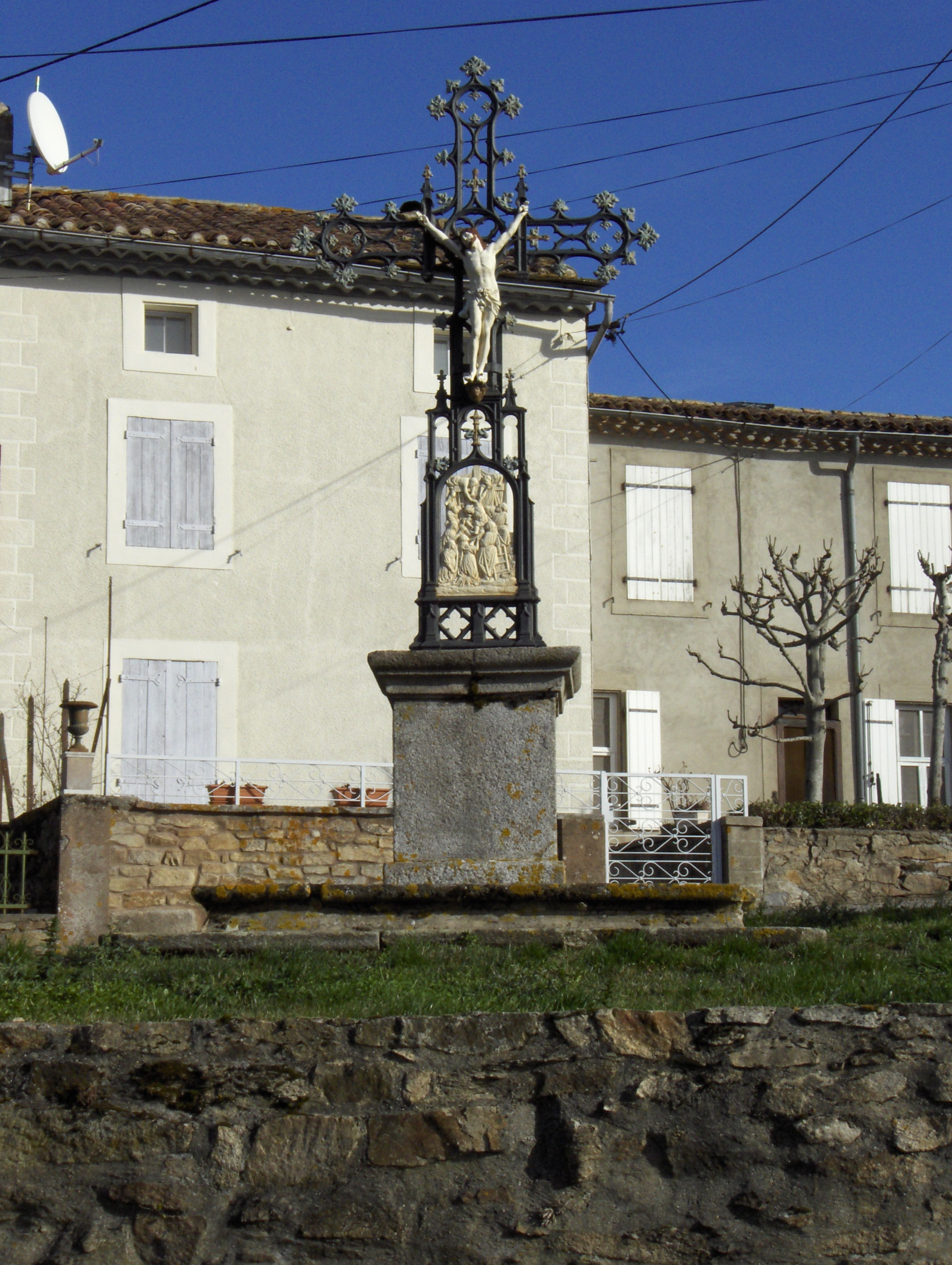
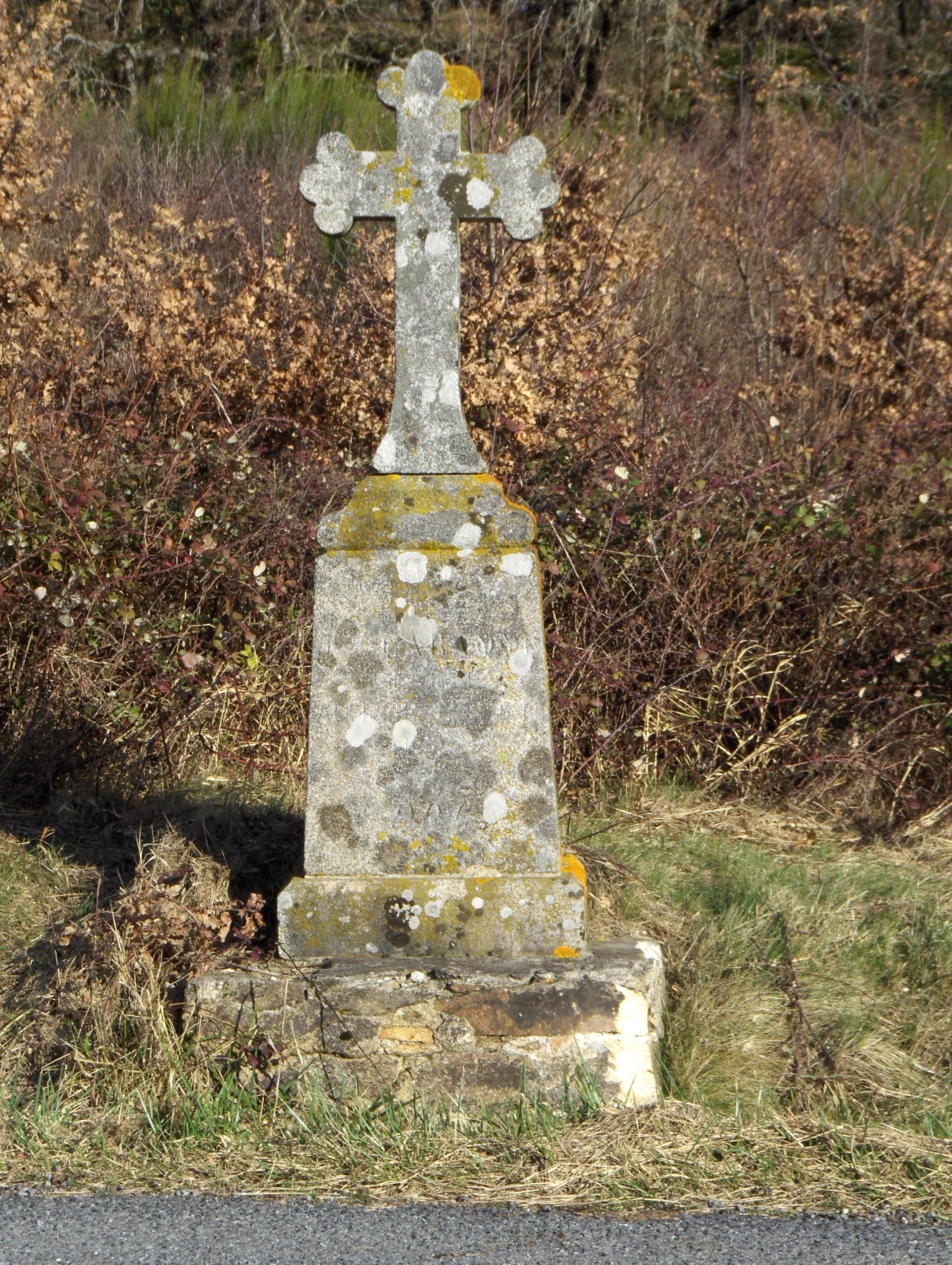
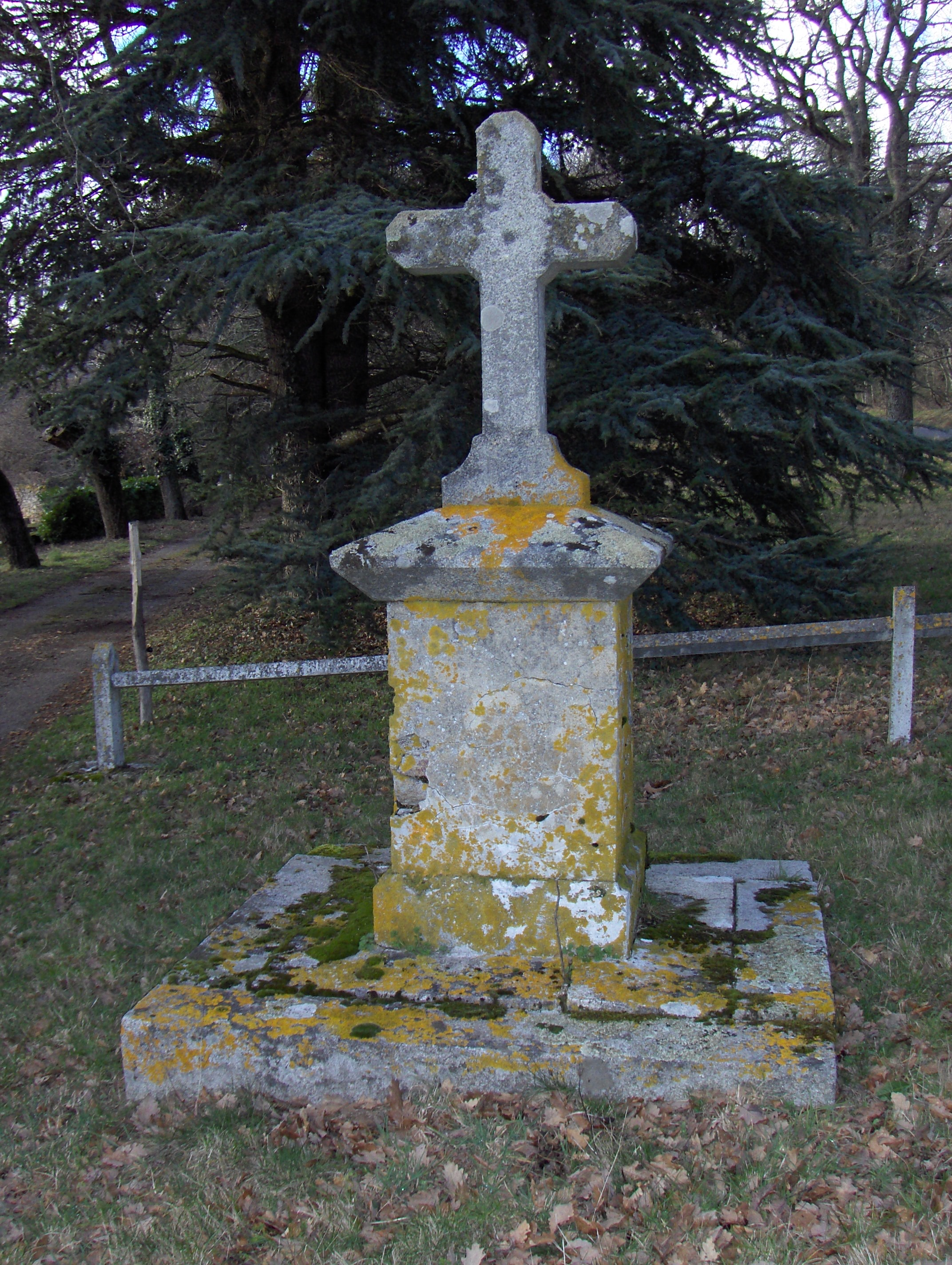
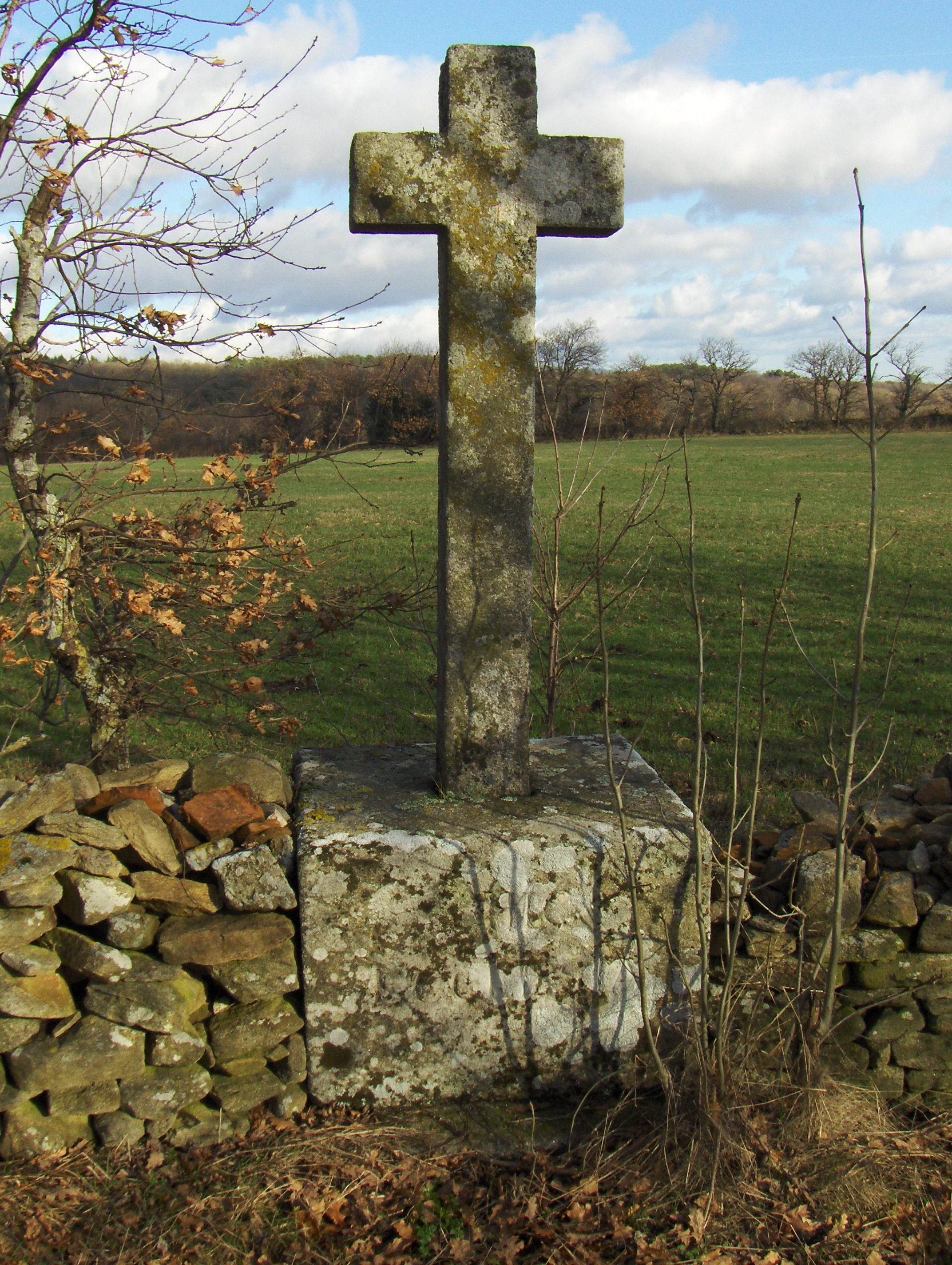